# لواشلو
لواشلو هي قرية في مقاطعة نقدة، إيران. يقدر عدد سكانها بـ 80 نسمة بحسب إحصاء 2016.